# Kodomo
Ne doit pas être confondu avec Komodo.
Pour l’article homonyme, voir  Kodomo (musicien).

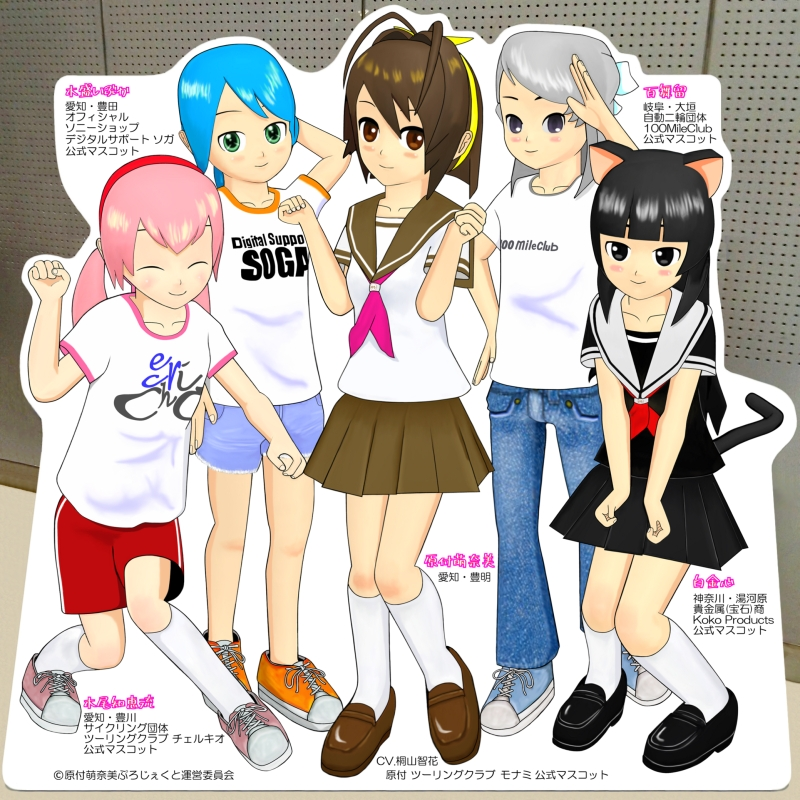
personnages enfantin du kodomo

Un kodomo (子供, litt. « enfant ») est un manga ou un anime destinés plus particulièrement aux enfants.

## Présentation
Au Japon, les kodomo manga et kodomo anime sont classés en trois sous-groupes :
- nyūyōji[l 4] ou yōji[l 5], pour les tout-petits de 0 à 8 ans ;
- jōji[l 6], pour les jeunes filles ;
- danji[l 7], pour les jeunes garçons.

## Exemples
- Doraemon, une série de mangas créée par Fujiko Fujio[2]
- Hamtaro, un manga pour enfant dont l'auteur est Ritsuko Kawai[2]
- Araiguma Rascal, une série d'animation japonaise produite par le studio Nippon Animation, spécialisé dans la création d'anime pour enfants[3]
- Tohu Bohu, manga créé par Shinya Komatsu.
- Nekojima, l'île des chats, manga créé par Sato horokura.